# AMSS
AMSS (von amplitude modulation signalling system) ist ein dem Radio Data System (RDS) ähnliches System zur Übermittlung von Digitalinformationen über Hörfunksender. Anders als beim RDS-System wird AMSS nicht für UKW-Sender, sondern für Lang-, Mittel- oder Kurzwellenstationen verwendet.
In der AMSS-Nachricht wird üblicherweise die Identifikation des Senders gesendet. Es besteht auch die Möglichkeit, Datum und genaue Zeit zu übermitteln. Die AMSS-Daten können mithilfe eines DRM-Receivers oder eines modifizierten Radios und entsprechender Software, die auch DRM dekodieren kann, empfangen werden.

## Einsatzgebiet

### Aktuell
Ausgestrahlt werden AMSS-Daten von folgendem Sendern:
Mittelwelle:
- derzeit keine Ausstrahlungen mit AMSS

Kurzwelle:
- BBC World Service – 15575 kHz

### Historisch
Im Einsatz waren AMSS-Encoder in der Vergangenheit in folgenden Sendeanlagen:
Sender noch in Betrieb:
- RTL (Frankreich) – 234 kHz (bis Sommer 2009 sowie von Mitte 2010 bis Mitte 2011, als die veraltete Anlage durch einen DRM-fähigen Sender ersetzt wurde)

Sender abgeschaltet:
- Truckradio – 531 kHz
- BBC World Service – 648 kHz (bis zur Abschaltung der Sendeanlage in Orfordness Ende März 2011)
- Deutschlandradio Kultur – 990 kHz (Label: DKULTUR)